# José Gómez
José Gómez Lucas (nascido em 9 de janeiro de 1944 — 14 de junho de 2014) foi um ciclista espanhol que competiu profissionalmente durante as décadas de 60 e 70 do século XX. Ele participou em duas provas nos Jogos Olímpicos da Cidade do México 1968.